# Новый Буг (село)
Новый Буг — упразднённое село в Карасукском районе Новосибирской области. На момент упразднения входило в состав Михайловского сельсовета. Исключено из учётных данных в 1977 году.

## География
Село располагалось между гривами Чебуртай и Отресова, в 2,5 км (по прямой) к юго-востоку от города Карасук.

## История
Село было основано в 1914 г. В 1928 году посёлок Новый Буг состоял из 14 хозяйств. В административном отношении входил в состав Царско-Сельского сельсовета Черно-Курьинского района Славгородского округа Сибирского края.
Решением Новосибирского облисполкома от 01.12.1977 г. № 799 село исключено из учётных данных.

## Население
В 1928 году в поселке проживало 69 человек (36 мужчин и 33 женщины), основное население — украинцы.